# Artemas
Artemas Diamandis (en grec: Αρτέμας Διαμαντής Διαμαντής; nascut el 23 de setembre de 1999), conegut professionalment com a Artemas, és un cantant, compositor i productor discogràfic anglès. És més conegut pels seus senzills "If U Think I'm Pretty" i el viral "I Like the Way You Kiss Me".

## Vida primerenca
Nascut el 23 de setembre de 1999, Diamandis va créixer en un poble d'Oxfordshire, Anglaterra, i és d'ascendència grecoxipriota per part del seu pare. Va rebre classes de piano als 6 anys i va desenvolupar l'interès pel cant des de petit. Veure el documental sobre Kurt Cobain titulat Kurt Cobain: Montage of Heck als 16 anys i això el va inspirar a començar a escriure cançons. Diamandis va aprendre per si mateix a tocar instruments i produir música, i va començar a experimentar amb estils musicals. Fins a traslladar-se a Londres per continuar la seva carrera musical.

## Carrera professional
Amb 17 anys, Diamandis va fer la seva primera mena de cançó anomenada per ell “very bad rock song”, i que va sonar a la ràdio local.
El primer llançament musical de Diamandis va ser el senzill "High 4 U" el novembre del 2020. El 2022 va llançar el mixtape I'm Sorry I'm Like This, que continua disponible a Bandcamp. El mateix any el seu so es va comparar amb el de Rex Orange County "amb un toc de R&B". El 24 d'octubre de 2023, Diamandis va llançar el senzill "If U Think I'm Pretty" que es va fer viral poc després. El 2024, la cançó havia arribat al Regne Unit i altres països europeus, així com al Canadà i Austràlia. El senzill va portar al llançament del seu mixtape debut Pretty el febrer de 2024.
El 19 de març de 2024 va llançar el senzill "I Like the Way You Kiss Me", que va assolir el número u a Àustria, Bèlgica (Flandes), Alemanya, Polònia, Suècia, Suïssa, Letònia i Lituània, el número tres al Regne Unit, i el número dotze als Estats Units, i va assolir el màxim dins dels deu primers de les llistes a països com Austràlia, Nova Zelanda i Noruega. Variety la va descriure com una de les "cançons més omnipresents del 2024". El senzill va portar al llançament del seu mixtape de segon any Yustyna el juliol de 2024.

## Discografia

### Mixtapes
| Títol                                                                      | Detalls                                                                | Posicions màximes dels gràfics | Posicions màximes dels gràfics | Posicions màximes dels gràfics |
| Títol                                                                      | Detalls                                                                | AUS Hit.                       | LTU                            | EUA                            |
| -------------------------------------------------------------------------- | ---------------------------------------------------------------------- | ------------------------------ | ------------------------------ | ------------------------------ |
| I'm Sorry I'm Like This                                                    | - Publicat: 6 de maig de 2022 - Format: Digital - Etiqueta: Artemas    | —                              | —                              | —                              |
| Pretty                                                                     | - Publicat: 9 de febrer de 2024 - Format: Digital - Etiqueta: Artemas  | 18                             | 9                              | —                              |
| Yustyna                                                                    | - Publicat: 11 de juliol de 2024 - Format: Digital - Etiqueta: Artemas | —                              | 8                              | 147                            |
| "—" denota un enregistrament que no es va classificar en aquest territori. |                                                                        |                                |                                |                                |

### Singles
| Title                                                         | Year | Peak chart positions | Peak chart positions | Peak chart positions | Peak chart positions | Peak chart positions | Peak chart positions | Peak chart positions | Peak chart positions | Peak chart positions | Peak chart positions | Certifications | Album                                   |
| Title                                                         | Year | UK                   | AUS                  | AUT                  | CAN                  | GER                  | LAT                  | SWE                  | SWI                  | US                   | WW                   | Certifications | Album                                   |
| ------------------------------------------------------------- | ---- | -------------------- | -------------------- | -------------------- | -------------------- | -------------------- | -------------------- | -------------------- | -------------------- | -------------------- | -------------------- | --- | --------------------------------------- |
| "High 4 U"                                                    | 2020 | —                    | —                    | —                    | —                    | —                    | —                    | —                    | —                    | —                    | —                    | | rowspan="3" Plantilla:Non-album singles |
| "Sunny"                                                       | 2021 | —                    | —                    | —                    | —                    | —                    | —                    | —                    | —                    | —                    | —                    | |                                         |
| "Misunderstood"                                               | 2021 | —                    | —                    | —                    | —                    | —                    | —                    | —                    | —                    | —                    | —                    | |                                         |
| "Real Life"                                                   | 2021 | —                    | —                    | —                    | —                    | —                    | —                    | —                    | —                    | —                    | —                    | | I'm Sorry I'm Like This                 |
| "I'm Trynna Tell U That I Love U"                             | 2021 | —                    | —                    | —                    | —                    | —                    | —                    | —                    | —                    | —                    | —                    | | I'm Sorry I'm Like This                 |
| "Favourite"                                                   | 2022 | —                    | —                    | —                    | —                    | —                    | —                    | —                    | —                    | —                    | —                    | | I'm Sorry I'm Like This                 |
| "I'm Sorry"                                                   | 2022 | —                    | —                    | —                    | —                    | —                    | —                    | —                    | —                    | —                    | —                    | | I'm Sorry I'm Like This                 |
| "Waiting for It All to Go Wrong"                              | 2022 | —                    | —                    | —                    | —                    | —                    | —                    | —                    | —                    | —                    | —                    | | I'm Sorry I'm Like This                 |
| "My Love, I Feel So Low"                                      | 2022 | —                    | —                    | —                    | —                    | —                    | —                    | —                    | —                    | —                    | —                    | | rowspan="4" Plantilla:Non-album singles |
| "Me n My Girl"                                                | 2022 | —                    | —                    | —                    | —                    | —                    | —                    | —                    | —                    | —                    | —                    | |                                         |
| "Mi Amor"                                                     | 2022 | —                    | —                    | —                    | —                    | —                    | —                    | —                    | —                    | —                    | —                    | |                                         |
| "I'll Make You Miss Me"                                       | 2023 | —                    | —                    | —                    | —                    | —                    | —                    | —                    | —                    | —                    | —                    | |                                         |
| "Cross My Heart"                                              | 2023 | —                    | —                    | —                    | —                    | —                    | —                    | —                    | —                    | —                    | —                    | | Pretty                                  |
| "If U Think I'm Pretty"                                       | 2023 | 39                   | 30                   | 42                   | 74                   | 94                   | 10                   | —                    | 92                   | —                    | 113                  | - BPI: Silver - ARIA: Platinum - MC: Gold - RIAA: Gold                                                                                               | Pretty                                  |
| "Just Want U to Feel Something"                               | 2023 | —                    | —                    | —                    | —                    | —                    | —                    | —                    | —                    | —                    | —                    | | Pretty                                  |
| "Ur Special to Me"                                            | 2024 | —                    | —                    | —                    | —                    | —                    | —                    | —                    | —                    | —                    | —                    | | Pretty                                  |
| "I Like the Way You Kiss Me"                                  | 2024 | 3                    | 3                    | 1                    | 6                    | 1                    | 1                    | 1                    | 1                    | 12                   | 2                    | - BPI: Platinum - ARIA: 4× Platinum - BVMI: Platinum - GLF: Platinum - IFPI AUT: 2× Platinum - IFPI SWI: Platinum - MC: 2× Platinum - RIAA: Platinum | Yustyna                                 |
| "Dirty Little Secret"                                         | 2024 | —                    | —                    | —                    | —                    | —                    | —                    | —                    | —                    | —                    | —                    | | Yustyna                                 |
| "So Stunning"                                                 | 2024 | —                    | —                    | —                    | —                    | —                    | —                    | —                    | —                    | —                    | —                    | | Bose x NME: C24 Mixtape                 |
| "How Could U Love Somebody Like Me?"                          | 2024 | —                    | —                    | —                    | —                    | —                    | —                    | —                    | —                    | —                    | —                    | | Plantilla:Non-album single              |
| "Mustang Baby" (with Nessa Barrett)                           | 2024 | —                    | —                    | —                    | —                    | —                    | —                    | —                    | —                    | —                    | —                    | | Aftercare                               |
| "Fancy" / "XVideos"                                           | 2024 | —                    | —                    | —                    | —                    | —                    | —                    | —                    | —                    | —                    | —                    | | Plantilla:Non-album single              |
| "—" denotes a recording that did not chart in that territory. |      |                      |                      |                      |                      |                      |                      |                      |                      |                      |                      | |                                         |